# Eisgarn
Eisgarn is een gemeente in de Oostenrijkse deelstaat Neder-Oostenrijk, gelegen in het district Gmünd (GD). De gemeente heeft ongeveer 700 inwoners.

## Geografie
Eisgarn heeft een oppervlakte van 22,49 km². Het ligt in het noordoosten van het land, niet ver van de grens met Tsjechië.

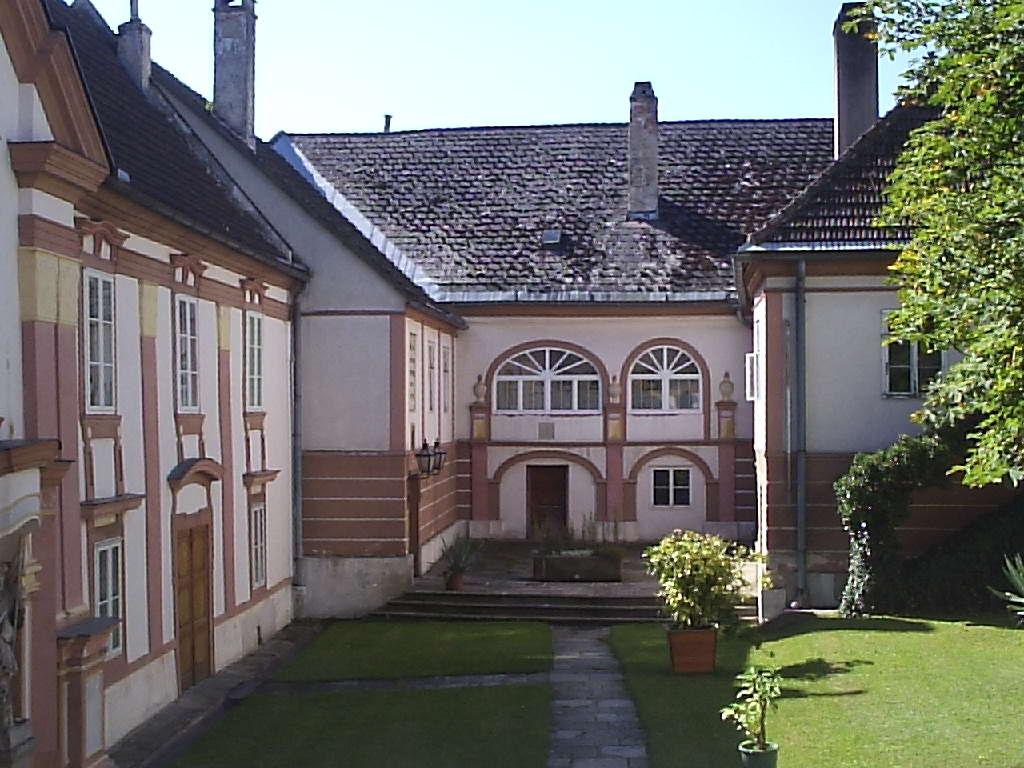
Hof

Amaliendorf-Aalfang · Bad Großpertholz · Brand-Nagelberg · Eggern · Eisgarn · Gmünd · Großdietmanns · Großschönau · Haugschlag · Heidenreichstein · Hirschbach · Hoheneich · Kirchberg am Walde · Litschau · Moorbad Harbach · Reingers · Schrems · St. Martin · Unserfrau-Altweitra · Waldenstein · Weitra
- Gemeinsame Normdatei: 4481841-5
- Virtual International Authority File: 245824728
- WorldCat: E39PCjJx6MtWrdbg8xvTRg8mYd